# Сторм, Никола
Никола Сторм (нидерл. Nikola Storm; родился 30 сентября 1994 года в Мальдегеме, Бельгия) — бельгийский футболист, вингер клуба «Мехелен».

## Клубная карьера
Сторм — воспитанник клуба «Брюгге». 7 декабря 2013 года в матче против «Мехелена» он дебютировал в Жюпиле лиге, заменив во втором тайме Максима Лестьенна. 24 сентября 2014 года в поединке национального кубка против «Индрахт Аалст» Никола забил свой первый гол за «Брюгге». В 2015 году сезоне Сторм помог клубу занять второе место в чемпионате и выиграть Кубок Бельгии.
Летом того же года Никола на правах аренды перешёл в «Зюлте-Варегем». В матче против «Гента» он дебютировал за новую команду. После окончания аренды Сторм вернулся в «Брюгге».

## Достижения
«Брюгге»
- Обладатель Кубка Бельгии: 2014/15